# Caryomys eva
Caryomys eva es una especie de roedor de la familia Cricetidae.

## Distribución geográfica
Se encuentra sólo en China. 